# إبراهيم غنام
هو إبراهيم حسن خيته المعروف باسمه الفني إبراهيم غنام، فنان تشكيلي من مواليد عام 1930 في قرية الياجور الكرملية في قضاء حيفا بفلسطين.

## حياته
هجّر مع والده حسن خيته وزوجة والده سعدى غنام وأخيه محمد خيته من فلسطين إلى لبنان خلال النكبة، حيث استقرت العائلة في مخيم ويفيل قرب بعلبك في سهل البقاع. انتقل لاحقا للسكن في مخيم تل الزعتر بالقرب من العاصمة اللبنانية بيروت ثم انتقل بعد اندلاع الحرب الأهلية اللبنانية إلى منطقة قصقص حيث توفي سنة 1984 ودفن في مقبرة الشهداء التي كان منزله يطل عليها.
كان قد تزوج من اللبنانية إحسان «ليلى» ثلج ورزق منها بولدين، خليل (1974) وإبراهيم (1985) الذي ولد بعد وفاة الأب بأسابيع قليلة.
اقعدته اصابته بمرض النقرس/داء الملوك في سن مبكرة.

## مسيرته الفنية
مارس الرسم من باب الهواية منذ طفولته لكن شهرته كرسام محترف انطلقت من مخيم تل الزعتر.
يعتبر من مؤسسي الحركة الفنية التشكيلية الفلسطينية. ركزت لوحاته على عرض الحياة اليومية للشعب الفلسطيني في بلاده قبل النكبة بأسلوب الرسم الفطري وبالألوان المشرقة ، معتمدا على ذاكرته التي توصف بالفوتوغرافية لاستحضار أدق التفاصيل.
كان عضواً مؤسساً في الإتحاد العام للفنانين التشكيليين الفلسطينيين إلى جانب الفنان الراحل توفيق عبد العال وفنانين آخرين، والإتحاد العام للفنانين التشكيليين العرب. حصل على درع الشهيد غسان كنفاني.
من أشهر لوحاته، البيادر، الدبكة، الطهور، زفة النبي صالح، في باحة الدار وغيرها. كما اعتبرت لوحة «العيد» من أكثر اللوحات تعبيرا عن العيد وبهجة الأطفال. في حين نشرت مؤسسة الاعلام الموحد التابعة لمنظمة التحرير الفلسطينية بوستراً يمثل لوحة الدبكة.
قام الجيش الإسرائيلي أثناء غزو بيروت سنة 1982 بالإستيلاء على بعض اللوحات من أحد معارض منطقة الصنائع ببيروت. قسم آخر من لوحاته مجهول المصير بعد أن كانت متواجدة في الكويت أثناء الغزو العراقي. [بحاجة لمصدر]
ألّف العديد من الأغاني عن القضية الفلسطينية، شعراً وألحاناً وغناءً (منها على سبيل المثال: «سجل يا تاريخ»، وغيرها).

## إصدارات عن إبراهيم غنام
الفنان إبراهيم غنام هو موضوع الفيلم الوثائقي رؤى فلسطينية لعدنان مدانات لسنة 1977.
أطلق عليه الناقد الروسي أناتولي بغدانوف لقب «مغني الأرض وفنان الضيعة الفلسطينية».
يقول غنام في حوار نشره جوناثان ديمبلي في كتابه «الفلسطينيون»:
„أشعر أن حياتي توقفت عند سن 17 عاما، فذلك كان عمري عندما غادرت، وحلم تلك الأيام هو ما يبقيني حياً.“

## روابط
- ملف يتضمن لوحات للفنان إبراهيم غنام، يوتيوب على يوتيوب
- صورة للوحة الحصاد، معرض «ريشة واحدة» - الرياض
- http://youtu.be/QlUaQea6MA0 تلفزيون فلسطين، هؤلاء أسلافي